# 1490
Évszázadok: 14. század – 15. század – 16. század
Évtizedek: 1440-es évek – 1450-es évek – 1460-as évek – 1470-es évek – 1480-as évek – 1490-es évek – 1500-as évek – 1510-es évek – 1520-as évek – 1530-as évek – 1540-es évek
Évek: 1485 – 1486 – 1487 – 1488 –  1489 – 1490 – 1491 – 1492 – 1493 – 1494 – 1495

## Események

### Határozott dátumú események
- március 14. – a gyermekkorú II. Károly János Amadé savoyai herceg trónra lépése. (I. Károly herceg fia, 1496-ban hétévesen meghalt.)
- április 6. – Bécsben, kétnapi agónia után meghal Hunyadi Mátyás magyar király.[1] (Holttestét a Dunán Budára, majd onnan Székesfehérvárra viszik. Halálhírére Lorenzo de’ Medici állítólag így kiáltott fel: „Meghalt Mátyás király, olcsóbbak lesznek a könyvek Európában!”)[2]
- április 17. – Beatrix királyné Komáromból kelt meghívó levelével a rendeket királyválasztó országgyűlésre hívja egybe.[3]
- április 25. – Mátyást eltemetik Székesfehérvárott. (A szertartást Kálmáncsehi Domokos székesfehérvári prépost végzi, aki a király ravatalára díszes pajzsot csináltat.)[2]
- június 17. – A bárók nyomására Corvin János lemond a trónigényről, ennek fejében megkapja a bosnyák királyi és a horvát-szlavón báni címet.[3]
- július 4. – Báthory István és Kinizsi Pál serege Tolnában a csonthegyi csatában megveri Corvin János és Újlaki Lőrinc seregét.[3]
- július 15. – II. Ulászlót az országgyűlés királlyá választja, azzal a feltétellel, hogy feleségül kell vennie Beatrixot.[3]
- július 21. – János Albert lengyel herceg  betör az országba, egészen Budáig nyomul, majd a fekete sereg elől Losoncig vonul vissza.
- július 31. – II. Ulászló megválasztott király a Pozsony vármegyei Farkashidánál – az előzetes megállapodásnak megfelelően – fogadja az országgyűlés színe elé járúló és a választási feltételeket vele megerősíteni kívánó küldöttségét.[3]
- augusztus 9. – II. Ulászló ünnepélyesen bevonul Buda várába, ahol szimbolikusan is elfoglalta a magyar trónt.[3]
- augusztus 10. – I. Miksa római király visszafoglalja Bécsújhelyt.
- augusztus 19. – I. Miksa római király visszafoglalja Bécset, majd betör az országba és elfoglalja annak nyugati részét.
- szeptember 18. – Fehérvárott magyar királlyá koronázzák II. Ulászló cseh királyt.[4]
- szeptember 29. – János Albert lengyel herceg választott magyar királyként kiváltságlevelet adományoz Eperjesnek.[1]
- október 4. – Bakócz Tamás tanúk nélkül összeadja II. Ulászló magyar királyt és Aragóniai Beatrixot.[3]
- november 17. – A római király egy rohammal elfoglalja a magyar koronázó várost, Fehérvárt. (Mivel Miksa egyre nehezebben fizette seregét, katonáinak szabad rablást engedélyezett.)[3]

### Határozatlan dátumú események
- május – Mátyás magyar király halála után Ulászló cseh király, Corvin János, Ulászló öccse, János Albert lengyel herceg  és I. Miksa német király is trónkövetelőként lép fel.[3]
- június – Báthori István országbíró, erdélyi vajda irányítása mellett megnyílik a királyválasztó országgyűlés Rákos mezején.[3]
- október vége – Hosszas tárgyalás után Miksa római király ráveszi a veszprémi püspököt, hogy adja át neki a várait, és csatlakozzon hozzá.[3]
- november eleje – Fehérvár védelmire kirendelt Báthori és Kinizsi – felmérve, hogy nincs esélyük csatát vállalni Miksa jóval erősebb serege ellen – visszavonulnak a főváros védelmére.[3]
- az év folyamán –
  - Katolikus misszionáriusok érkeznek a Kongói Királyságba.
  - Elkészül a lőcsei Szent Jakab-templom Vir dolorum faoltára. (A lőcsei faszobrásziskola és egy ismeretlen festő alkotása.)
  - Remethe János kerül a nándorfehérvári püspöki székbe.[5]
  - Pietro Ranzano lucerai püspök, I. Ferdinánd nápolyi király követe Bécsben befejezi – az 1489-ben, Beatrix királyné biztatására megkezdett – munkáját, az „Epithoma rerum Hungaricarum”-ot. (A kezdetektől Mátyás koráig tárgyalja a magyar történelmet. Elsőként foglalkozik Magyarország földrajzi, természeti és néprajzi viszonyaival. Művét 1558-ban Zsámboky János jelenteti meg Bécsben.)[2]

## Születések
- február 14. – Valentin Trotzendorf német pedagógus
- május 16. – Albert porosz herceg († 1568)
- június 28. – II. Albert mainzi érsek, választófejedelem († 1545)
- Vittoria Colonna, itáliai költő († 1547)
- Jean Salmon Macri, költő († 1557)
- Andrej Perlah, szlovén matematikus
- Fülöp, Nemours hercege
- Niccolo da Ponte velencei dózse

- Kaspar Schwenkfeld von Ossig, német hittudós († 1561)

## Halálozások
- március 14. – I. (Harcos) Károly, Savoya uralkodó hercege (* 1468)
- április 6. – Hunyadi Mátyás magyar király (* 1443)
- május 22. – Edmund Grey, Kent grófja, angol nemes és földesúr, a rózsák háborújának egyik résztvevője (* 1416)